# Acanthoplesiops psilogaster
Acanthoplesiops psilogaster és una espècie de peix de la família Plesiopidae i de l'ordre dels perciformes.

## Morfologia
Els mascles poden assolir els 2,3 cm de longitud total.

## Distribució geogràfica
Es troba al sud del Japó, Taiwan i Filipines.